# Helena de Grècia
Helena de Grècia, reina de Romania (Atenes 1896 - Lausana 1982). Princesa de Romania (1921 - 1927), Princesa mare de Romania (1927 - 1940) i Reina de Romania (1940 - 1947).
Nascuda Princesa de Grècia i de Dinamarca el 3 de maig de 1896 a Atenes, filla del rei Constantí I de Grècia i de la princesa Sofia de Prússia. Era, per tant, neta del rei Jordi I de Grècia i de la gran duquessa Olga de Rússia per part de pare; i per part de mare ho era de l'emperador Frederic III de Prússia i de la princesa reial Victòria del Regne Unit, reina de Prússia.
L'any 1917 seguí als seus pares a l'exili suís que havia provocat el destronament de Constantí com a rei dels hel·lens.
L'any 1920 es concertà el seu matrimoni amb el príncep hereu i després rei Carles II de Romania, en una política de matrimonis entre les cases reials gregues i romaneses, fruit d'aquesta política en són el matrimoni d'Helena i Carles però també el del rei Jordi II de Grècia i el de la princesa Elisabet de Romania i l'intent de matrimoni del príncep Nicolau de Romania, príncep de Romania, i de la princesa Irene de Grècia, duquessa d'Aosta.
La parella tingué un únic fill:
- SM el rei Miquel I de Romania, nat a Bucarest el 1921. Està casat amb la princesa Anna de Borbó-Parma, reina de Romania, el 1948 a Atenes.

El matrimoni no trigà a fer aigües i l'any 1925 ja era pública l'existència de Magda Lupescu amant del jove príncep hereu. Aquest mateix any Carles fugí a Milà amb la seva amant i fou desheretat pel seu pare. Mentrestant la princesa Helena seguia a Bucarest amb el seu fill, el jove Miquel, que a partir de llavors fou el príncep hereu. La mort del rei Ferran I de Romania elevà el jove Miquel I de Romania, de sis anys, a la categoria de rei sota la regència del príncep Nicolau de Romania.
L'any 1930 Carles produí un cop d'estat i s'intitulà rei, expulsant Helena de Romania i quedant-se amb el seu fill. Helena s'exilià a Florència, on comprà la vila del Fiesole, la casa on visqué fins que retornà a Romania l'any 1940 després que el seu fill, ja rei, l'elevés a la categoria de reina de Romania.
Durant la dècada de 1940 hagueren de lluitar contra el domini nacionalsocialista del país i les pressions soviètiques que els expulsaren del país l'any 1947. A partir de 1947 s'instal·là a Florència de nou.
L'any 1956 Sir Arthur Golden Lee li feu una biografia. Gran interessada per les arts i les llengües, dominava perfectament el grec, l'anglès, l'alemany, l'italià, el romanès i el francès.
Morí a Lausana el 28 de novembre de 1982 a l'edat de vuitanta-quatre anys.